# Koulamoutou
Koulamoutou (auch Koula-Moutou) ist die Hauptstadt der Provinz Ogooué-Lolo im mittleren Osten Gabuns. Mit rund 20.000 Einwohnern (Berechnung 2008) ist sie die neuntgrößte Stadt des Landes. Sie befindet sich an der Mündung des Bouenguidi in den Lolo. In der Stadt befinden sich mehrere Hotels und ein Flughafen.

## Söhne und Töchter
- Jean-Vincent Ondo Eyene (* 1960), römisch-katholischer Geistlicher, Bischof von Oyem